# Javier García Portillo
Javier García Portillo   (Aranjuez, 30 de març de 1982) més conegut com a Javier Portillo és un exfutbolista professional madrileny.

## Biografia
Juga de davanter i començà a jugar a futbol a les files del CD San Isidro fins que el 1994 entra a jugar als equips infantils del Reial Madrid CF on començà a destacar com a gran golejador. Fou el màxim golejador de totes les lligues en les quals jugà durant set temporades consecutives. En els vuit anys en què va formar part del futbol base del club blanc va esdevenir el seu màxim golejador històric en marcar més de 700 gols, sent més de 400 d'ells oficials des que ingressés a la categoria infantil, superant altres grans golejadors del planter com Emilio Butragueño, Ismael Urzaiz, Alfonso Pérez o Raúl González.
El seu debut amb el primer equip del Reial Madrid CF fou a la Lliga de campions contra l'equip grec del Panathinaikos FC, la temporada 2001-2002, partit en què marcà un gol que va donar l'empat per 2-2 al seu equip a 10 minuts del final. Debutà a la Lliga espanyola el 6 d'octubre del 2002 en un partit contra l'Alavés. Aquella temporada, la 2002-2003 marcà 5 gols en 10 partits de lliga que jugà. La mateixa temporada també jugà sis partits de Copa marcant vuit gols i set partits de la Lliga de Campions en els quals marcà un gol vital al darrer minut davant per empatar davant el Borussia Dortmund a la segona fase de grups, que finalment va resultar crucial per classificar-se.
La següent temporada no fou tan bona i només marcà dos gols, un a la Lliga i un altre a la Copa. L'agost del 2004, el Reial Madrid CF el cedeix a l'equip italià de l'ACF Fiorentina durant sis mesos, ja que a principis del 2005 retornà al Reial Madrid CF demanat per l'entrenador Vanderlei Luxemburgo. Com que no va comptar no obstant amb la confiança de l'entrenador brasiler, l'estiu següent tornà a ser cedit, aquesta vegada a l'equip belga del Club Brugge KV.
L'estiu del 2006 Portillo és traspassat al Gimnàstic de Tarragona, però amb un acord que l'impideix jugar contra el seu anterior equip. Aquesta va ser la seva millor temporada a nivell golejador amb 11 gols a la lliga.
En acabar la temporada i, confirmat el descens de categoria del Nàstic, fitxa per l'Osasuna on jugaria les dues temporades següents. Després del seu pas pel conjunt navarrès va fitxar per l'Hèrcules CF el gener de 2010, signant fins al 2012. amb una clàusula de rescissió de contracte de 6 milions d'euros.
En les dues temporades que va jugar a l'Hèrcules va destacar l'anomenat «gol de l'ascens», en el partit transcendental de juny de 2010 que l'equip alacantí va disputar contra el Real Unión de Irún en l'última jornada de la Lliga Adelante, amb resultat final de 0-2 favorable als alacantins.
El 26 de juliol de 2011 rescindeix el seu contracte amb l'Hèrcules i a l'agost del mateix any, signa per tres temporades amb la UD Las Palmas, club grancanari de la Segona Divisió. No obstant això en finalitzar la primera temporada a l'equip canari arriba a un acord amistós i rescindeix els dos anys de contracte que encara el vinculaven amb el club.
El 2 d'agost de 2012 torna a l'Hèrcules CF, club amb el qual signa per tres temporades. Després de tres temporades i mitja al club alacantí al desembre de 2015 anuncia la seva retirada del futbol actiu per passar al cos tècnic de l'Hèrcules.

## Palmarès
- 1 Copa Intercontinental (2002)
- 1 Supercopa d'Europa (2002)
- 1 Supercopa d'Espanya (2003)
- 1 Lliga espanyola (2003)